# 거제북로
거제북로(Geojebuk-ro)는 경상남도 거제시 연초면 죽토리 연초삼거리와 장목면 장목리 장목농협앞삼거리를 잇는 경상남도의 도로이다.

## 연혁
- 2008년 11월 17일 : 국도 제5호선 기점이 거제시 연초면으로 변경되면서 국도 제5호선의 일부가 됨.[1]

## 주요 경유지
경상남도
- 거제시 (연초면 · 하청면 · 장목면)

## 노선
| 이름                 | 접속 노선                                            | 소재지 | 소재지 | 비고                                     |
| -------------------- | ---------------------------------------------------- | ------ | ------ | ---------------------------------------- |
| 연초삼거리           | 국가지원지방도 제58호선 지방도 제1018호선 (거제대로) | 거제시 | 연초면 | 국도 제5호선 구간 지방도 제1018호선 구간 |
| 죽토1교              |                                                      | 거제시 | 연초면 | 국도 제5호선 구간 지방도 제1018호선 구간 |
| 연초삼거리(연초농협) | 죽토로                                               | 거제시 | 연초면 | 국도 제5호선 구간 지방도 제1018호선 구간 |
| 죽전교               |                                                      | 거제시 | 연초면 | 국도 제5호선 구간 지방도 제1018호선 구간 |
| (중리마을)           | 대금산로                                             | 거제시 | 연초면 | 국도 제5호선 구간 지방도 제1018호선 구간 |
| 장터고개 (덕치고개)  |                                                      | 거제시 | 연초면 | 국도 제5호선 구간 지방도 제1018호선 구간 |
| 하청면               |                                                      | 거제시 |        | 국도 제5호선 구간 지방도 제1018호선 구간 |
| 하청삼거리           | 연하해안로                                           | 거제시 |        | 국도 제5호선 구간 지방도 제1018호선 구간 |
| (성동마을입구)       | 하청로                                               | 거제시 |        | 국도 제5호선 구간 지방도 제1018호선 구간 |
| 실전삼거리           | 칠천로                                               | 거제시 |        | 국도 제5호선 구간 지방도 제1018호선 구간 |
| 장동삼거리           | 옥포대첩로                                           | 거제시 | 장목면 | 국도 제5호선 구간 지방도 제1018호선 구간 |
| 장목농협앞삼거리     | 거제북로                                             | 거제시 | 장목면 | 국도 제5호선 구간 지방도 제1018호선 구간 |
| 큰다리 답답고개      |                                                      | 거제시 | 장목면 | 국도 제5호선 구간 지방도 제1018호선 구간 |
| 구영리               | 국도 제5호선                                         | 거제시 | 장목면 | 국도 제5호선 구간 지방도 제1018호선 구간 |
| 상유고개             |                                                      | 거제시 | 장목면 | 지방도 제1018호선 구간                   |
| (상유마을입구)       | 유호1길                                              | 거제시 | 장목면 | 지방도 제1018호선 구간                   |
| (하유마을)           | 유호4길                                              | 거제시 | 장목면 | 지방도 제1018호선 구간                   |
| 목고개               |                                                      | 거제시 | 장목면 |                                          |
| 농소몽돌해수욕장     | 간곡길                                               | 거제시 | 장목면 |                                          |
| 관포삼거리           | 관포길                                               | 거제시 | 장목면 |                                          |
| 관포 교차로          | 국가지원지방도 제58호선 (거가대로)                   | 거제시 | 장목면 |                                          |
| 장목농협앞삼거리     | 국도 제5호선 지방도 제1018호선 (거제북로)            | 거제시 | 장목면 |                                          |

## 주요 건물 및 시설
- 연초119안전센터 (경상남도 거제시 연초면 거제북로 1)
- 연초복지회관 (경상남도 거제시 연초면 거제북로 25)
- 연초농협 (경상남도 거제시 연초면 거제북로 26)
- 거제연초우체국 (경상남도 거제시 연초면 거제북로 42-1)
- 거제맹종죽테마공원 (경상남도 거제시 하청면 거제북로 700)
- 거제도야구랜드 (경상남도 거제시 장목면 거제북로 1073)
- 장목파출소 (경상남도 거제시 장목면 거제북로 1165)
- 장목보건지소 (경상남도 거제시 장목면 거제북로 1195)
- 장목농협 (경상남도 거제시 장목면 거제북로 1206)
- 장목초등학교 (경상남도 거제시 장목면 거제북로 1220)
- 해양플랜트산업지원센터 (경상남도 거제시 장목면 거제북로 1350)
- 송진마을회관 (경상남도 거제시 장목면 거제북로 1458)
- 드비치골프클럽 (경상남도 거제시 장목면 거제북로 1573)
- 구영보건진료소 (경상남도 거제시 장목면 거제북로 1918-1)
- DSME농소연수원 (경상남도 거제시 장목면 거제북로 2445)
- 한화리조트 거제벨버디어 (경상남도 거제시 장목면 거제북로 2501-40)